# Trinotoperla maior
Trinotoperla maior är en bäcksländeart som beskrevs av Günther Theischinger 1982. Trinotoperla maior ingår i släktet Trinotoperla och familjen Gripopterygidae. Inga underarter finns listade i Catalogue of Life.